# 默默 (小說)
《默默》（Momo）是米夏埃尔·恩德所著的奇幻文學，在1973年出版。其德語版的全名是Momo oder Die seltsame Geschichte von den Zeit-Dieben und von dem Kind, das den Menschen die gestohlene Zeit zurückbrachte（默默，或是有關時間小偷以及將偷走時間還給大家小孩的奇怪故事）。這本小說獲得1974年的德國兒童文學獎（或翻為德國青少年文學獎）。

## 劇情
默默是一個身世不明的小女孩，常常穿著舊外套。她有特別的能力，她只要傾聽其他人說話，就可以讓其他人找到解決問題的方式，因此她也交了許多朋友。
後來灰衣男人的出現打破了美好的氣氛。灰衣男人是一群穿著灰色衣服的男士，他們說他們代表「時間銀行」，鼓勵大家「節省」時間，據說「節省」下來的時間可以存在時間銀行，之後可以還給他們，還可以加上利息。人類之後就忘了灰衣男人的事，但生活步調開始改變，開始變的緊張忙碌，避免會浪費時間的事（包括社交活動、娛樂等……）。這些「節省」下來的時間，沒有存起來，反而變成是灰衣男人所吸的雪茄了。若沒有雪茄，灰衣男人也無法存活。
默默沒有接受「時間銀行」及「節省」時間的想法，成為此一計劃的阻力，灰衣男人一再設法要說服她，但沒有成功。最後連默默最好的朋友都受到「時間銀行」計劃的影響，而而他們的生活也大受影響。為了要拯救人類的時間，默默只好找時間老人以及他的竉物小烏龜求援。默默從時間老人那裡看到了時間之花，知道了「時間就是生命」，也知道灰衣男人想要偷走時間的計劃。
時間老人讓時間停住了，給了默默一小時的時間之花，在這一小時內，只有默默和灰衣男人可以活動，若默默可以找到「時間銀行」，解放時間，灰衣男人就會消失。默默跟隨黑力男人，找到了「時間銀行」，也設法關閉了「時間銀行」，沒有雪茄的補給，灰衣男人越來越少，最後只剩下一個灰衣男人，向默默哀求她手上的時間之花，默默拒絕，最後一個灰色男人也消失了。在最後一秒，默默重新開啟了「時間銀行」，偷走旳時間回到每一個人的身上，大家重新恢復原來的生活了。默默也再和她的朋友們一起相聚。

## 主題
《默默》的主題是對消費主義及壓力的批評，其中描述了因為不必要的消費造成個人及社會的損傷，以及人有可能被影響，轉向此生活方式的風險。米夏埃爾·恩德在撰寫《默默》時，已有了「滯期費」（擁有或持有貨幣的成本）的概念。
兒童是米夏埃爾·恩德書中重要的主題。他在《默默》中用兒童和成人世界對比，小孩擁有「全世界所有的時間」，對灰衣人而言，兒童是困難的目標，無法說服他們玩遊戲是浪費時間的事。作者用芭比娃娃及其他貴重玩具作為符號，來說明任何人都可能會被說服（可能是直接的，也有可能不是），轉向消費主義。

## 文學意義
哲學家大衛·羅伊和文學教授琳達·古德休將《默默》評為「二十世紀後半最令人印象深刻的小說之一」。之後又進一步的提出：「有關《默默》的事當中，最令人驚訝的是：此書是1973年出版的，其中刻劃，暫時的夢靨已變成我們真實發生的事。」
米夏埃爾·恩德認為「《默默》是表達他對義大利的感謝，也是一個愛的宣告。」作者在其中將義大利的生活方式理想化。羅伊和古德休認為恩德對時間的觀點和恩德對佛教的興趣一致。
《默默》於1985年在美國出版，當時華盛頓郵報的娜塔莉·巴比特（Natalie Babbit）曾評論：「這是童話嗎？在現在的美國，不是童話。」。後來海雀出版社（Puffin Press）在2009年1月19日重新出版了《默默》。

## 相關作品

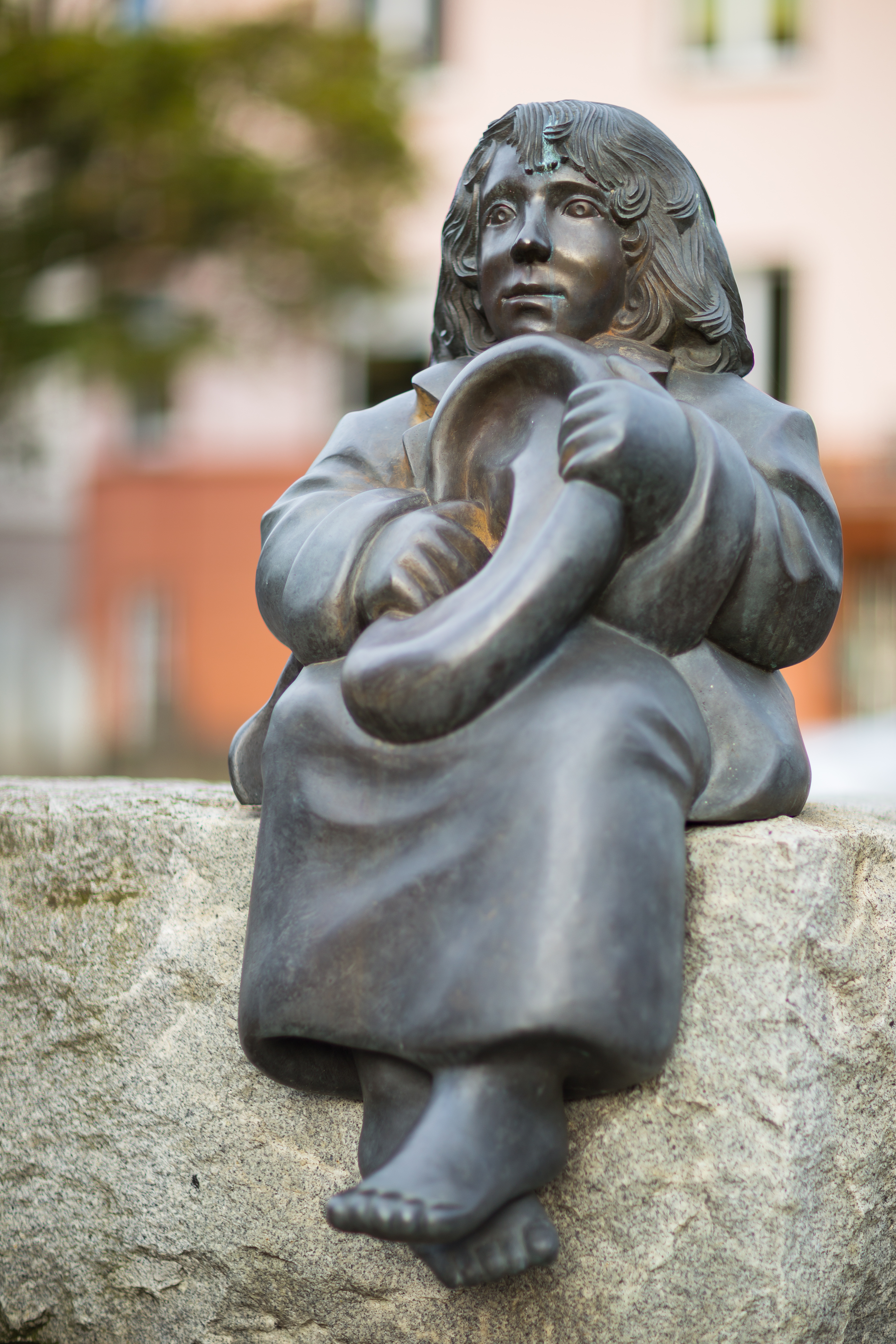
《默默》的雕塑，位在德國漢諾威的米夏埃爾恩德廣場，烏爾里克·恩德斯（Ulrike Enders）的作品

- 《默默》在1986年改編為電影《默默（英语：Momo (1986 film)）》，是德國及義大利的作品。米夏埃爾·恩德在劇中飾演一個小角色，是故事的描述者，在電影的一開始遇到了時間老人（由約翰·休斯頓飾演）[10]。女主角默默則是由德國女演員及模特兒拉多斯季·博克爾（英语：Radost Bokel）飾演。[11]
- 在2001年以此書為基礎，製作了義大利語同名動畫電影（英语：Momo (2001 film)）。由恩佐·達洛（英语：Enzo D'Alò）導演，也有製作原聲帶（英语：Momo (album)），由義大利流行歌手吉娜·納妮妮主唱[12]。在2003年依此版本製作了26集的動畫劇集，重述這部動畫的內容。
- 此書也有改編為電台廣播節目。
- 有改編為德語戲劇有聲書《Momo》（1984年由Karussell音乐/环球音乐集团的搜尋結果製作，由安克·貝克特（Anke Beckert）導演，旁白是哈拉德·萊普尼茲（Harald Leipnitz），由弗蘭克·杜瓦爾（Frank Duval）製作音樂，LP及MC版本有三片，CD版本有二片）
- 有許多改編為戲劇的版本，包括米夏埃爾·恩德自己編的歌劇，以及安迪·薩克雷（Andy Thackeray）編的英文版本。
- 2015年時，丹麥皇家劇院委託作曲家斯維特拉娜·阿扎羅夫（英语：Svitlana Azarova）撰寫歌劇《默默及時間小偷（英语：Momo and the Time Thieves）》。首映是在2017年10月，在哥本哈根歌劇院舉行[13]。
- 在2020年電視劇35歲的少女以女主角向男主角借的小說形式貫穿全劇。

## 翻譯
此書最早是在1973年在德國發行，書名是Momo。 
《默默》一書已翻譯為許多的語言，包括阿拉伯文、保加利亞文、克羅地亞文、加泰羅尼亞文、簡體中文、繁體中文、捷克文、丹麥文、荷蘭文、英文、愛沙尼亞文、芬蘭文、法文、加利西亞文、希臘文、希伯來文、匈牙利文、冰島文、印尼文、義大利文、日文、韓文、拉脫維亞文、立陶宛文、蒙古文、挪威文、波斯文，波蘭文，葡萄牙文，羅馬尼亞文、俄文、塞爾維亞文、斯洛文尼亞文、西班牙文、瑞典文、土耳其文、泰文、越南文、及僧伽羅文。
最早的英文版本The Grey Gentlemen是由弗朗西斯·洛布（Frances Lobb）翻譯，在1974年出版。新的英文版Momo是在1984年出版。有新翻譯及新插圖的美國版本是由麥克斯韋尼（McSweeney）出版社在2013年8月出版，慶祝原著出版40週年。McSweeney版本計劃在2017年1月再次改版發行，不過其中有些插圖（例如默默的長相）和書中描述的不一致。

## 外部連結
- Website for cartoon version （页面存档备份，存于） (德語)
- Quotations from the book （页面存档备份，存于）